# 滝川征盛
滝川 征盛（たきがわ ゆきもり）は、江戸時代前期の旗本。
通称は左兵衛、十大夫、与三右衛門。

## 生涯
寛永17年（1640年）、江戸で生まれる。父は幕臣から尾張藩家老に転じた滝川忠征から幕臣としての所領を譲られた外孫の滝川直政、母は忠征の早世した嫡男滝川法直の娘。
慶安元年（1648年）10月に父が病死し、同年12月（1649年1月）に9歳で家督の継承を承認されて小普請となった。
万治2年（1659年）7月、20歳のときに小姓組に番入りし、寛文3年12月（1664年1月）に24歳で進物番と順調にキャリアを重ねたが、寛文7年（1667年）6月、28歳の若さで病死した。
家督は6歳の遺児元長が継いだ。

## 系譜
- 父：滝川直政（滝川忠征の外孫）
- 母：滝川法直の娘
- 正室：安藤正珍の娘
  - 長男：滝川元長（1662 - 1748）
  - 次男：須田資生（1664 - 1735）
  - 三男：滝川八大夫某